# Конон (писател)
Вижте пояснителната страница за други личности с името Конон.
Конон (на старогръцки: Κόνων, gen.: Κόνωνος, Kónôn; * 36 пр.н.е.; † 17 г.) е древногръцки писател, граматик и митограф по времето на Август.
Той живее и работи в двора на цар Архелай от Кападокия. Той е автор на петдесет митологични разказа Diegeseis (на старогръцки: Διηγήσεις) (Narrations), посветени на цар Архелай от Кападокия. Конон пише също произведение за Италия и една Herakleía (Ηράκλεια).